# فیات ۵۰۹
فیات ۵۰۹ (Fiat 509) خودرویی است که در سال‌های ۱۹۲۴ تا ۱۹۲۹ تولید شده‌است.
طراحی آن خودروهای موتور جلو-محور عقب بوده وزن آن در حالت طبیعی ۶۵۰ کیلوگرم (۱٬۴۳۰ پوند)  است.
موتور آن ۹۹۰ سی‌سی سیستم جعبه‌دندهٔ آن ۳ دنده به صورت دستی است.

## نگارخانه

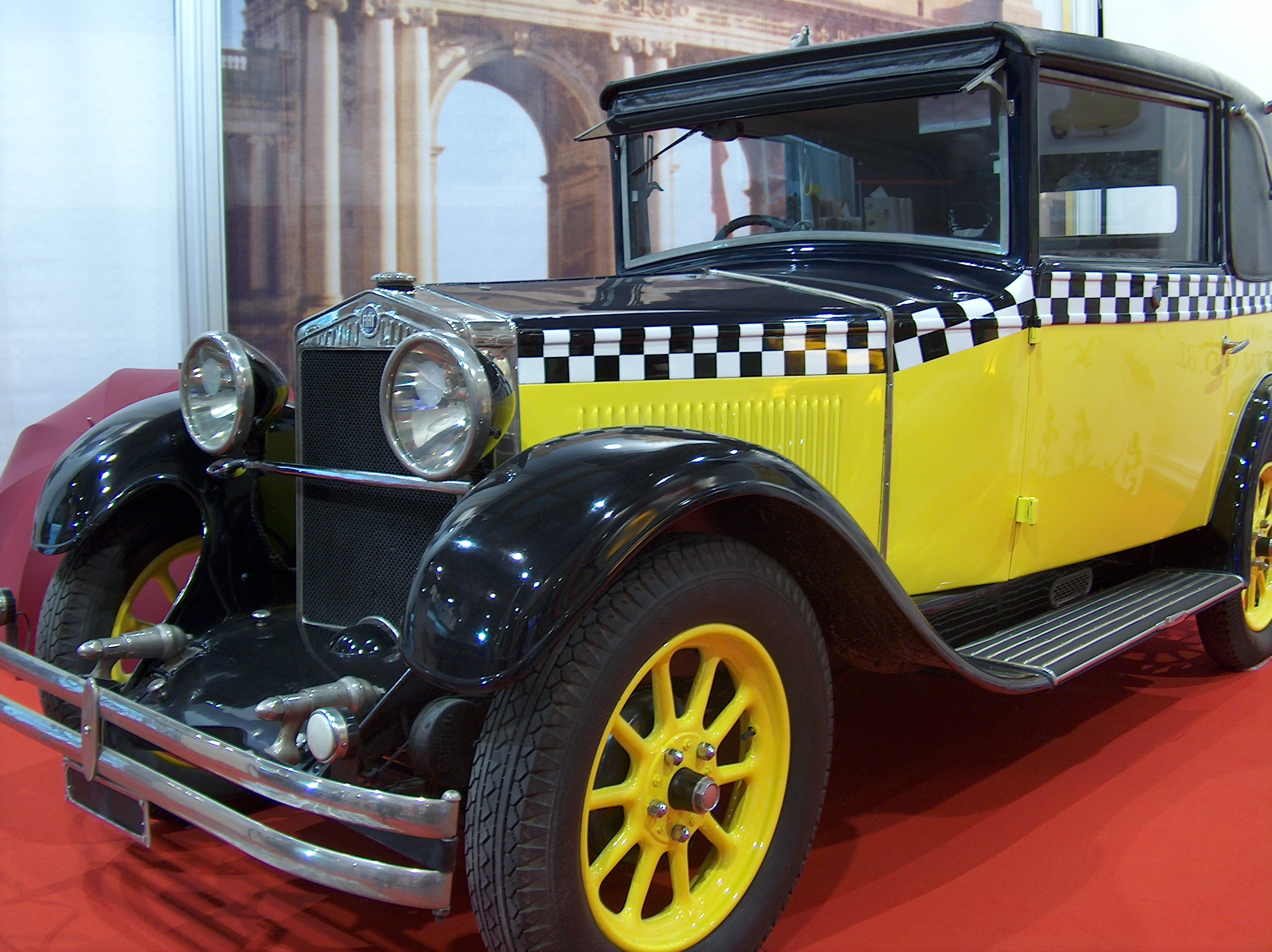
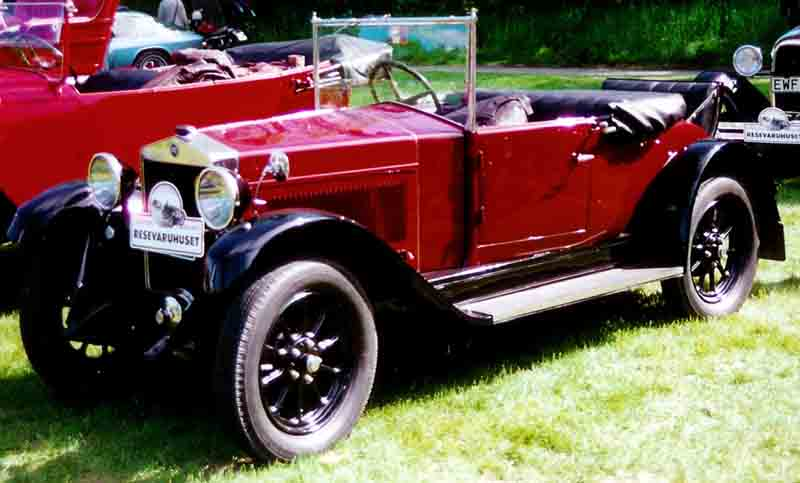
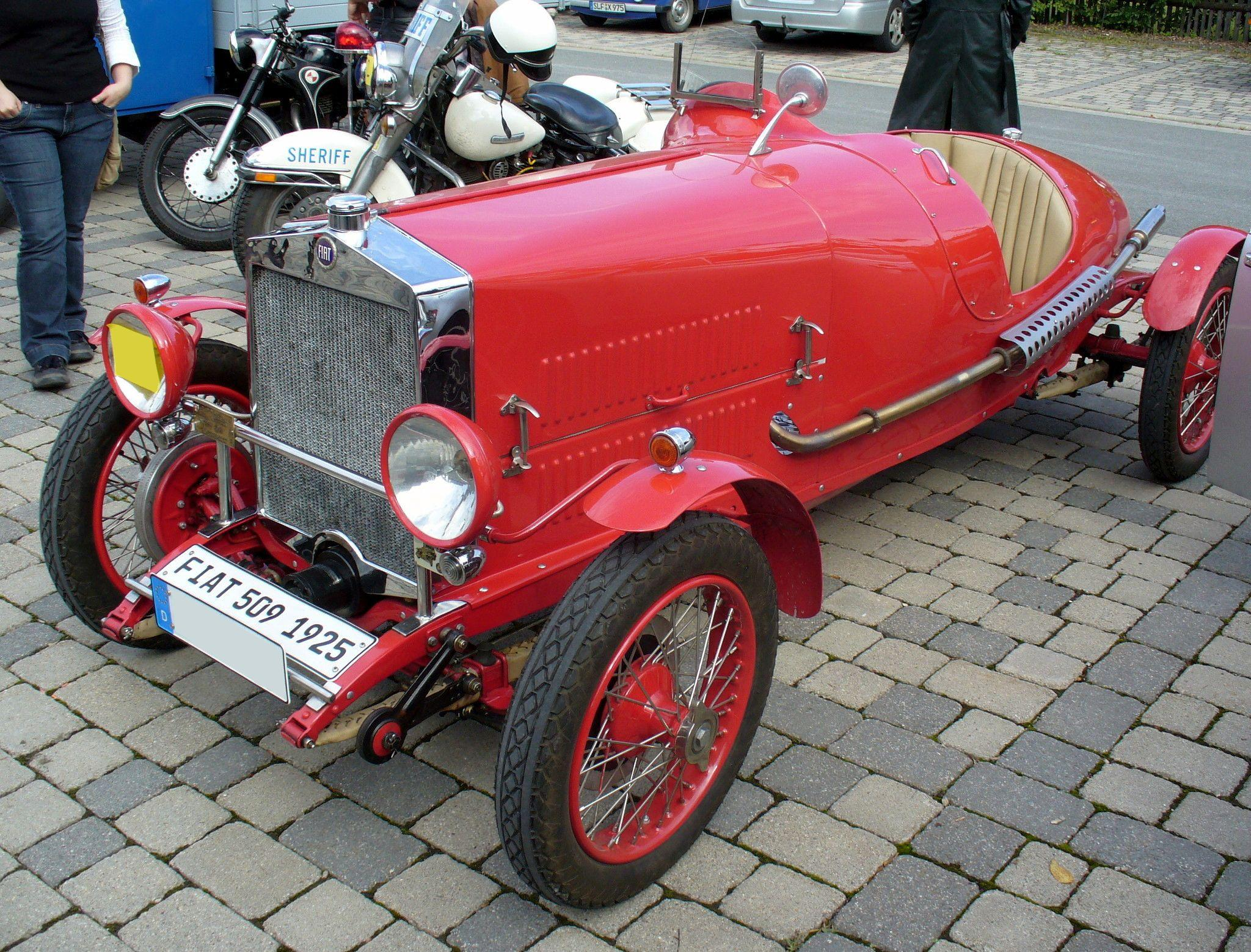
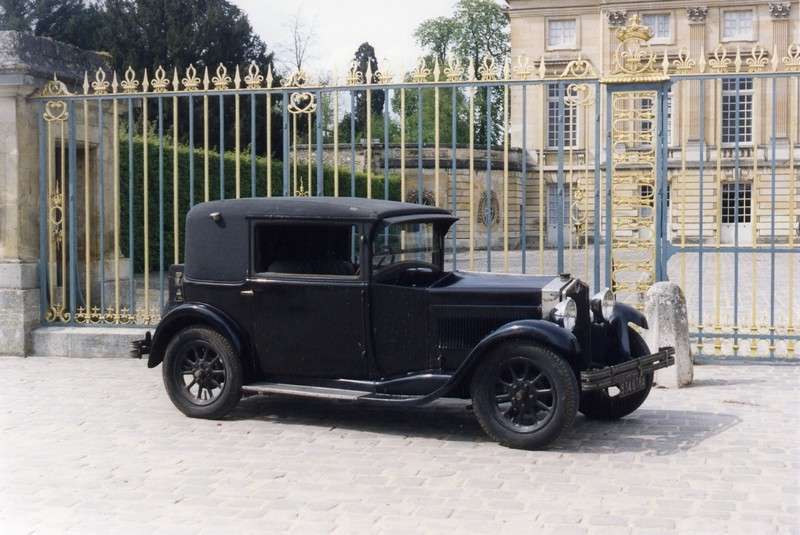